# Вороново (Дмитровский городской округ)
Вороново — село в Дмитровском районе Московской области, в составе сельского поселения Якотское. До 1939 года — центр Вороновского сельсовета. В 1994—2006 годах Вороново входило в состав Якотского сельского округа. В селе действует церковь Рождества Пресвятой Богородицы 1824 года постройки.

## Расположение
Село расположено в северо-восточной части района, примерно в 7 км к востоку от Дмитрова, на безымянном правом притоке реки Вожжи (левый приток Якоти), высота центра над уровнем моря 186 м. Ближайшие населённые пункты — Постниково на западе, Овсянниково на северо-западе и Михайловское на севере.

## Население

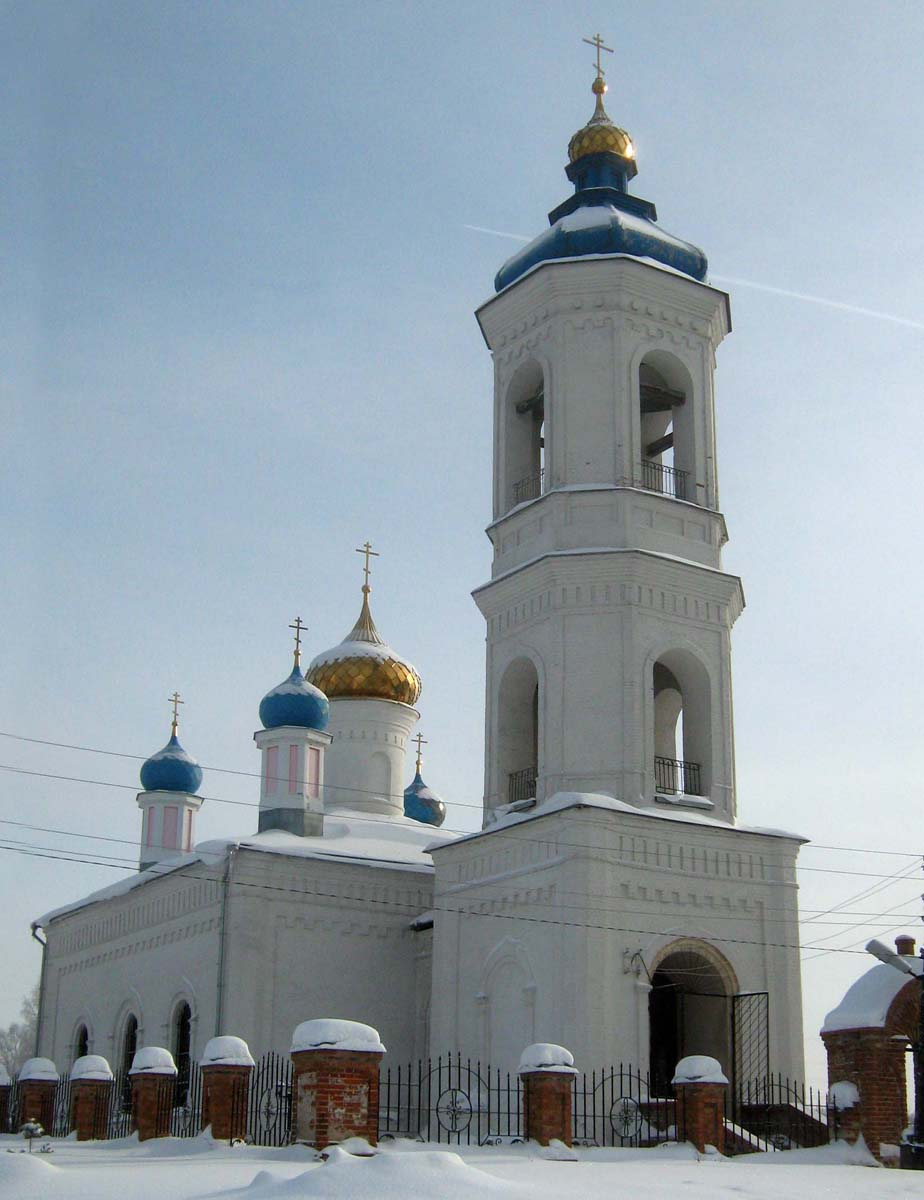
Восстановленная церковь Рождества Богородицы

| 2002 | 2006 | 2010 |
| ---- | ---- | ---- |
| 8    | ↗16  | ↘12  |